# 오사키시
오사키시(일본어: 大崎市)는 일본 미야기현 북부에 있는 시이다.

## 개요
2006년 3월 31일에 후루카와시(古川市)와 도다군(遠田郡) 다지리정(田尻町), 시다군(志田郡) 산본기정(三本木町), 마쓰야마정(松山町), 가시마다이정(鹿島台町), 다마쓰쿠리군(玉造郡) 이와데야마정(岩出山町), 나루코정(鳴子町)이 통합하여 인구 139,061명(2004년 3월 31일 기준), 면적 796.76km2의 시로 발족했다.
시 이름은 이 지역의 일반적인 호칭으로, 센고쿠 시대 이전에 이 지역을 통치한 "오사키씨"에서 유래한다.
후루카와 지역에는 도호쿠 신칸센의 역과 도호쿠 자동차도의 인터체인지가 있고 상공업이 번성한다. 또 나루코 지역은 온천과 스키장으로 유명하다.
후기 구석기 시대, 조몬 시대부터 개척해 왔으며 유적 발굴로 3만 년 전부터 이 지역에서 사람들이 생활하고 있었다. 고훈 시대(4세기 전후)에 축조된 도호쿠 지방 최대급 전방후원분(前方後圓墳) 아오츠카(靑塚) 고분의 존재로 미루어 이 지방에는 이미 벼농사를 짓는 집단이 존재하여 고분을 만들 정도의 힘을 가졌던 것으로 생각된다. 아스카 시대(고훈 시대 말기)인 7세기 말~8세기경(다이카 개신 시기)에 오슈 지방(무쓰국과 데와국) 현재의 도호쿠 6개 현 전역을 통괄하는 중요한 거점으로서 관청 명생관 관아 유적이 놓이면서 오사키 지방은 이미 내국화되어 있었다. 이를 통해 794년의 헤이안쿄(교토) 천도보다 더 오래되고 도호쿠 지방에서는 가장 오래된 1300년 이상의 역사와 전통이 있는 지역으로 후루카와가 중심지였음을 알 수 있다.
난보쿠초 시대(1354년)에 사바 이에카네가 오슈 관령에 임명되고 이후 다테 하루무네가 오슈 탐제에 임명되었으며, 다테 마사무네도 이 직책을 자칭하며 이 땅을 다스렸다. 다테 마사무네가 축성해 거성으로 삼은 이와데 산성, 이후 만들어진 유비관은 현존하는 일본 최고의 학문소이자 「세계 관개시설 유산」으로 등록된 우치카와, 이와데산 얼어붙은 두부야 즌다는 다테 마사무네가 정비 개발한 것이며, 이 즌다를 사용한 즌다 스윗츠가 최근 인기를 끌고 있어 미야기현민의 소울 푸드가 되고 있다.
일본인 기술자의 손만으로 만들어진 일본 최초의 100m급 아치식 콘크리트 댐인 나루코댐은 토목학회 선장 토목유산으로 등록됐으며 인공호수 아라오호는 구리코마 국립공원으로 지정돼 있다. 봄에는 나루코댐의 방류가 풍물이 된다.
2021년의 「자란」의 전국도의 역 그랑프리에서 오사키시 이와데야마의 「아·라·다테나 미치노에키」가 2년 연속으로 이용자 만족도 「전국 1위」로 선택되었다.
유엔 식량농업기구에서 홋카이도·도호쿠 지방에서 처음 세계농업유산(세계적으로 중요한 지역)으로 인정된 오사키 경토(오사키 평야)는 지형과 수리가 서쪽으로 오우 산맥, 코오 타케시, 나카타산이 우뚝 솟아 거기서 장 아이카와와 나루세강 료카와가 태평양에 흘러가는 일본 유수의 곡창 지대에서 사사 니시키·남의 눈에, 사사 유이 등의 품종 쌀 브랜드 쌀)의 산지에서 예로부터 벼 농사가 한창인 미국의 명산지(구리하라시, 도메시 등 미야기현 북부 지역도 포함)이다.
기타 콩(일본 내 2위) 생산도 활발하다.
일본 유수의 어항인 이시노마키, 오나가와, 케센누마에 가까운 람사르 조약에 등록된 오나느마나 카브 크리 늪은 국제적으로 중요한 습지이자 일본 유수의 마간 도래지이다. 나카야마 다이라, 키타 미야자와는 겐지 보타루와 애반딧불이가 공생하는 전국적으로 드문 장소라 국가의 천연기념물로 지정되어 있다.
일본에서 정상급으로 수질이 풍부해서 동쪽의 요코즈나(일본 100대 명탕)에 선정된 나루코 온천향에서는 단풍 시기에 일본 국내뿐만 아니라 해외에서도 관광객이 찾아올 만큼 단풍이 아름답고, 겨울에는 도호쿠 유수의 휴양지인 오니코우베 스키장도 많은 사람이 찾는다. 이렇게 오사키 지방은 대자연의 은총을 받은 풍성한 땅인 동시에 스포츠에서는 발리볼이 레이저는 기구가 유명하고 활발하다.
오사키시의 중심지인 후루카와는 토요일과 일요일에는(오사키 지방, 구리하라시, 도메시 북부 지구 전역, 인구 약 33만 6천 명) 사람이 모이는 시의 "경제 상업·서비스업의 중심지"(후루카와 도시권)에서 신칸센 후루카와역과 도호쿠 자동차도, 국도 4호선 등 기타 복수의 국도가 지나고 수도 도쿄역까지는 신칸센으로 2시간 정도이며 도호쿠의 최대 도시 센다이와도 가까워 신칸센으로는 13분, 일반국도(국도 4호선)로 40분 정도, 도호쿠 최대급(일본 세 번째의 규모)의 이온 몰리브도 차로 40분 정도이다.
주변부로부터 사람이 많이 모이는 장소이므로 옛날부터 의료 기관이 많아 「병원의 거리 후루카와」로도 불리고 있다.
현내 최고·전국에서 2번째로 오래된(현재와 같은 정수 방법을 채용한 것은 전국에서도 처음으로) 상수도의 정비가 된 역사가 있으며, 역사적 건축물 등 관광 명소도 볼 수 있고 리오네 후루카와(영화관 등의 복합 시설) 신도서관 등의 문화 시설도 충실하다.

## 지리
남쪽은 마쓰시마정과 접하고 북쪽은 아키타현, 서쪽은 야마가타현과 경계를 접한다. 센다이 평야(또는 센보쿠 평야·오사키 평야)에 있고 농업이 번성한 것 외에도 전자기기 공장, 정밀기계 공장, 주택 건재 공장이 입지하고 있다. 중심 시가지인 후루카와 지구는 미야기현 북부 지역의 상업·서비스업 거점이며 시내 최북서부의 나루코 지구는 온천 관광지이다. 시내 동남부의 가시마다이 지구·마쓰야마 지구는 주로 도호쿠 본선을 이용한 센다이시로의 통근권이 되어 있어 옛 정 단위에서는 센다이 도시권에 포함되어 있다. 그리하여 오사키시는 중앙부 서부의 후루카와 도시권에 속하는 지역과 동남부의 센다이 도시권에 속하는 지역으로 나눌 수 있고 주요 교통기관도 다르다. 후루카와~센다이 간은 도호쿠 신칸센·고속버스·자가용차 등으로 통근·통학하는 사람도 많다. 현재는 중앙부와 서부에 도호쿠 신칸센·리쿠우토선·도호쿠 자동차도·국도 4호선·국도 47호선·국도 108호선·국도 347호선·국도 457호선 등이 지나고 동부에 도호쿠 본선·국도 346호선 등이 지난다.

### 기후
겨울은 센다이시보다 춥고 영하 15도까지 떨어지기도 한다. 현 경계·산간부에 속하는 구 나루코정의 일부는 폭설 지대이며 이것은 산간부 지역과 후루카와에서 가시마다이에 걸친 평야부와는 기후·기온·강설량에 큰 차이가 있다.
| 오사키시 후루카와의 기후                                     | 오사키시 후루카와의 기후 | 오사키시 후루카와의 기후 | 오사키시 후루카와의 기후 | 오사키시 후루카와의 기후 | 오사키시 후루카와의 기후 | 오사키시 후루카와의 기후 | 오사키시 후루카와의 기후 | 오사키시 후루카와의 기후 | 오사키시 후루카와의 기후 | 오사키시 후루카와의 기후 | 오사키시 후루카와의 기후 | 오사키시 후루카와의 기후 | 오사키시 후루카와의 기후 |
| 월                                                           | 1월                      | 2월                      | 3월                      | 4월                      | 5월                      | 6월                      | 7월                      | 8월                      | 9월                      | 10월                     | 11월                     | 12월                     | 연간                     |
| ------------------------------------------------------------ | ------------------------ | ------------------------ | ------------------------ | ------------------------ | ------------------------ | ------------------------ | ------------------------ | ------------------------ | ------------------------ | ------------------------ | ------------------------ | ------------------------ | ------------------------ |
| 역대 최고 기온 °C (°F)                                       | 15.3 (59.5)              | 17.3 (63.1)              | 22.5 (72.5)              | 29.9 (85.8)              | 33.3 (91.9)              | 34.0 (93.2)              | 35.6 (96.1)              | 36.5 (97.7)              | 35.0 (95.0)              | 29.0 (84.2)              | 23.5 (74.3)              | 20.5 (68.9)              | 36.5 (97.7)              |
| 일평균 최고 기온 °C (°F)                                     | 3.7 (38.7)               | 4.9 (40.8)               | 8.9 (48.0)               | 15.4 (59.7)              | 20.5 (68.9)              | 23.7 (74.7)              | 26.9 (80.4)              | 28.4 (83.1)              | 24.8 (76.6)              | 19.3 (66.7)              | 12.9 (55.2)              | 6.5 (43.7)               | 16.3 (61.4)              |
| 일일 평균 기온 °C (°F)                                       | 0.0 (32.0)               | 0.6 (33.1)               | 3.8 (38.8)               | 9.4 (48.9)               | 15.1 (59.2)              | 19.0 (66.2)              | 22.5 (72.5)              | 23.7 (74.7)              | 20.0 (68.0)              | 13.9 (57.0)              | 7.6 (45.7)               | 2.4 (36.3)               | 11.5 (52.7)              |
| 일평균 최저 기온 °C (°F)                                     | −3.8 (25.2)              | −3.5 (25.7)              | −0.9 (30.4)              | 3.6 (38.5)               | 10.3 (50.5)              | 15.3 (59.5)              | 19.2 (66.6)              | 20.3 (68.5)              | 16.0 (60.8)              | 9.0 (48.2)               | 2.7 (36.9)               | −1.5 (29.3)              | 7.2 (45.0)               |
| 역대 최저 기온 °C (°F)                                       | −17.6 (0.3)              | −15.9 (3.4)              | −12.1 (10.2)             | −4.7 (23.5)              | 1.4 (34.5)               | 7.0 (44.6)               | 11.5 (52.7)              | 12.0 (53.6)              | 3.7 (38.7)               | −1.4 (29.5)              | −5.6 (21.9)              | −15.9 (3.4)              | −17.6 (0.3)              |
| 평균 강수량 mm (인치)                                        | 44.9 (1.77)              | 35.0 (1.38)              | 70.4 (2.77)              | 82.7 (3.26)              | 102.8 (4.05)             | 123.3 (4.85)             | 169.9 (6.69)             | 139.1 (5.48)             | 160.4 (6.31)             | 129.2 (5.09)             | 62.8 (2.47)              | 53.1 (2.09)              | 1,173.5 (46.20)          |
| 평균 강설량 cm (인치)                                        | 80 (31)                  | 55 (22)                  | 24 (9.4)                 | 1 (0.4)                  | 0 (0)                    | 0 (0)                    | 0 (0)                    | 0 (0)                    | 0 (0)                    | 0 (0)                    | 1 (0.4)                  | 42 (17)                  | 200 (79)                 |
| 평균 강수일수 (≥ 1.0 mm)                                     | 8.9                      | 7.6                      | 9.1                      | 9.1                      | 9.5                      | 10.6                     | 13.5                     | 11.5                     | 11.6                     | 9.9                      | 9.0                      | 9.5                      | 119.8                    |
| 평균 강설일수 (≥ 3 cm)                                       | 10.0                     | 7.0                      | 3.0                      | 0.1                      | 0                        | 0                        | 0                        | 0                        | 0                        | 0                        | 0.1                      | 4.5                      | 24.7                     |
| 평균 월간 일조시간                                           | 130.8                    | 148.7                    | 176.3                    | 190.7                    | 192.3                    | 147.8                    | 124.8                    | 141.3                    | 125.1                    | 137.2                    | 131.7                    | 115.4                    | 1,762                    |
| 출처: 일본 기상청 (평년값: 1991년~2020년, 극값: 1976년~현재) |                          |                          |                          |                          |                          |                          |                          |                          |                          |                          |                          |                          |                          |

| 오사키시 가시마다이의 기후                                   | 오사키시 가시마다이의 기후 | 오사키시 가시마다이의 기후 | 오사키시 가시마다이의 기후 | 오사키시 가시마다이의 기후 | 오사키시 가시마다이의 기후 | 오사키시 가시마다이의 기후 | 오사키시 가시마다이의 기후 | 오사키시 가시마다이의 기후 | 오사키시 가시마다이의 기후 | 오사키시 가시마다이의 기후 | 오사키시 가시마다이의 기후 | 오사키시 가시마다이의 기후 | 오사키시 가시마다이의 기후 |
| 월                                                           | 1월                        | 2월                        | 3월                        | 4월                        | 5월                        | 6월                        | 7월                        | 8월                        | 9월                        | 10월                       | 11월                       | 12월                       | 연간                       |
| ------------------------------------------------------------ | -------------------------- | -------------------------- | -------------------------- | -------------------------- | -------------------------- | -------------------------- | -------------------------- | -------------------------- | -------------------------- | -------------------------- | -------------------------- | -------------------------- | -------------------------- |
| 역대 최고 기온 °C (°F)                                       | 15.3 (59.5)                | 18.4 (65.1)                | 22.7 (72.9)                | 29.6 (85.3)                | 31.3 (88.3)                | 33.2 (91.8)                | 35.5 (95.9)                | 36.1 (97.0)                | 34.2 (93.6)                | 29.3 (84.7)                | 23.5 (74.3)                | 21.1 (70.0)                | 36.1 (97.0)                |
| 일평균 최고 기온 °C (°F)                                     | 4.5 (40.1)                 | 5.5 (41.9)                 | 9.3 (48.7)                 | 15.1 (59.2)                | 19.8 (67.6)                | 22.9 (73.2)                | 26.3 (79.3)                | 27.9 (82.2)                | 24.8 (76.6)                | 19.5 (67.1)                | 13.2 (55.8)                | 7.2 (45.0)                 | 16.3 (61.4)                |
| 일일 평균 기온 °C (°F)                                       | 0.3 (32.5)                 | 0.8 (33.4)                 | 3.9 (39.0)                 | 9.1 (48.4)                 | 14.7 (58.5)                | 18.7 (65.7)                | 22.2 (72.0)                | 23.5 (74.3)                | 20.0 (68.0)                | 14.0 (57.2)                | 7.6 (45.7)                 | 2.5 (36.5)                 | 11.4 (52.6)                |
| 일평균 최저 기온 °C (°F)                                     | −4.1 (24.6)                | −3.9 (25.0)                | −1.7 (28.9)                | 3.0 (37.4)                 | 10.1 (50.2)                | 15.2 (59.4)                | 19.2 (66.6)                | 20.2 (68.4)                | 15.8 (60.4)                | 8.7 (47.7)                 | 2.2 (36.0)                 | −1.9 (28.6)                | 6.9 (44.4)                 |
| 역대 최저 기온 °C (°F)                                       | −17.3 (0.9)                | −17.1 (1.2)                | −13.4 (7.9)                | −6.2 (20.8)                | 0.1 (32.2)                 | 6.8 (44.2)                 | 11.2 (52.2)                | 10.8 (51.4)                | 4.7 (40.5)                 | −2.1 (28.2)                | −6.1 (21.0)                | −17.9 (−0.2)               | −17.9 (−0.2)               |
| 평균 강수량 mm (인치)                                        | 35.1 (1.38)                | 29.2 (1.15)                | 72.2 (2.84)                | 84.7 (3.33)                | 95.1 (3.74)                | 119.4 (4.70)               | 155.4 (6.12)               | 129.3 (5.09)               | 166.7 (6.56)               | 143.7 (5.66)               | 62.7 (2.47)                | 41.0 (1.61)                | 1,134.5 (44.67)            |
| 평균 강수일수 (≥ 1.0 mm)                                     | 5.3                        | 5.2                        | 7.6                        | 8.5                        | 9.4                        | 10.1                       | 13.1                       | 10.6                       | 11.6                       | 9.0                        | 7.0                        | 6.5                        | 103.9                      |
| 평균 월간 일조시간                                           | 154.7                      | 161.2                      | 184.1                      | 188.8                      | 189.2                      | 146.8                      | 129.2                      | 150.6                      | 130.3                      | 141.5                      | 139.1                      | 133.2                      | 1,848.7                    |
| 출처: 일본 기상청 (평년값: 1991년~2020년, 극값: 1976년~현재) |                            |                            |                            |                            |                            |                            |                            |                            |                            |                            |                            |                            |                            |

| 오사키시 가와타비의 기후                                     | 오사키시 가와타비의 기후 | 오사키시 가와타비의 기후 | 오사키시 가와타비의 기후 | 오사키시 가와타비의 기후 | 오사키시 가와타비의 기후 | 오사키시 가와타비의 기후 | 오사키시 가와타비의 기후 | 오사키시 가와타비의 기후 | 오사키시 가와타비의 기후 | 오사키시 가와타비의 기후 | 오사키시 가와타비의 기후 | 오사키시 가와타비의 기후 | 오사키시 가와타비의 기후 |
| 월                                                           | 1월                      | 2월                      | 3월                      | 4월                      | 5월                      | 6월                      | 7월                      | 8월                      | 9월                      | 10월                     | 11월                     | 12월                     | 연간                     |
| ------------------------------------------------------------ | ------------------------ | ------------------------ | ------------------------ | ------------------------ | ------------------------ | ------------------------ | ------------------------ | ------------------------ | ------------------------ | ------------------------ | ------------------------ | ------------------------ | ------------------------ |
| 역대 최고 기온 °C (°F)                                       | 14.5 (58.1)              | 15.7 (60.3)              | 21.3 (70.3)              | 28.2 (82.8)              | 33.4 (92.1)              | 34.2 (93.6)              | 35.8 (96.4)              | 36.5 (97.7)              | 35.5 (95.9)              | 29.4 (84.9)              | 22.8 (73.0)              | 18.8 (65.8)              | 36.5 (97.7)              |
| 일평균 최고 기온 °C (°F)                                     | 2.7 (36.9)               | 3.7 (38.7)               | 7.7 (45.9)               | 14.5 (58.1)              | 19.9 (67.8)              | 23.0 (73.4)              | 26.2 (79.2)              | 27.5 (81.5)              | 23.8 (74.8)              | 18.3 (64.9)              | 12.0 (53.6)              | 5.5 (41.9)               | 15.4 (59.7)              |
| 일일 평균 기온 °C (°F)                                       | −0.9 (30.4)              | −0.4 (31.3)              | 2.7 (36.9)               | 8.5 (47.3)               | 14.0 (57.2)              | 18.0 (64.4)              | 21.6 (70.9)              | 22.7 (72.9)              | 18.9 (66.0)              | 12.8 (55.0)              | 6.7 (44.1)               | 1.5 (34.7)               | 10.5 (50.9)              |
| 일평균 최저 기온 °C (°F)                                     | −4.4 (24.1)              | −4.3 (24.3)              | −1.8 (28.8)              | 2.7 (36.9)               | 8.6 (47.5)               | 13.6 (56.5)              | 18.1 (64.6)              | 19.1 (66.4)              | 14.9 (58.8)              | 8.0 (46.4)               | 2.1 (35.8)               | −2.1 (28.2)              | 6.2 (43.2)               |
| 역대 최저 기온 °C (°F)                                       | −14.3 (6.3)              | −13.9 (7.0)              | −10.9 (12.4)             | −5.7 (21.7)              | 0.0 (32.0)               | 4.2 (39.6)               | 7.9 (46.2)               | 10.6 (51.1)              | 2.8 (37.0)               | −1.4 (29.5)              | −5.7 (21.7)              | −13.3 (8.1)              | −14.3 (6.3)              |
| 평균 강수량 mm (인치)                                        | 113.4 (4.46)             | 82.8 (3.26)              | 105.1 (4.14)             | 110.2 (4.34)             | 132.1 (5.20)             | 161.5 (6.36)             | 216.6 (8.53)             | 205.9 (8.11)             | 183.1 (7.21)             | 143.6 (5.65)             | 105.8 (4.17)             | 128.6 (5.06)             | 1,697 (66.81)            |
| 평균 강설량 cm (인치)                                        | 144 (57)                 | 115 (45)                 | 61 (24)                  | 4 (1.6)                  | 0 (0)                    | 0 (0)                    | 0 (0)                    | 0 (0)                    | 0 (0)                    | 0 (0)                    | 7 (2.8)                  | 85 (33)                  | 407 (160)                |
| 평균 강수일수 (≥ 1.0 mm)                                     | 17.3                     | 14.6                     | 13.8                     | 11.9                     | 11.1                     | 11.7                     | 15.2                     | 14.3                     | 13.6                     | 12.1                     | 13.6                     | 17.8                     | 167                      |
| 평균 강설일수 (≥ 3 cm)                                       | 14.3                     | 12.6                     | 6.4                      | 0.6                      | 0                        | 0                        | 0                        | 0                        | 0                        | 0                        | 0.8                      | 8.6                      | 43.3                     |
| 평균 월간 일조시간                                           | 98.7                     | 114.8                    | 154.5                    | 186.9                    | 190.4                    | 148.2                    | 120.8                    | 131.2                    | 119.8                    | 138.3                    | 126.9                    | 91.2                     | 1,621.7                  |
| 출처: 일본 기상청 (평년값: 1991년~2020년, 극값: 1976년~현재) |                          |                          |                          |                          |                          |                          |                          |                          |                          |                          |                          |                          |                          |

## 역사
나라 시대에는 후루카와 지구에 조정의 관공서가 세워졌다(명생관 관아 유적). 이 무렵의 후루카와는 다가성과 함께 에조에 대한 조정 측의 거점이었다.
무로마치 시대에는 오슈 탐제였던 오사키씨가 현재의 오사키시 후루카와 지구의 명생성을 거성으로 했다. 오사키씨는 무로마치 막부의 관령가(3관령)의 필두인 사바씨의 친척에 해당한다.
센고쿠 시대에는 오사키씨가 이웃 율령국의 카사이씨와 항쟁을 펼쳤다. 센고쿠 시대 말기에는 남쪽에서 다테 마사무네가 오사키령을 침공해 오사키 전투가 벌어졌지만, 오사키 요시타카는 다테군을 격파했다.
그러나 그 후에도 마사무네는 오사키씨를 압박해 오사키씨의 군사 지휘권은 다테씨가 장악했으며 징세권은 오사키씨가 유지했다.
2006년 3월 31일에 후루카와시와 도다군 다지리정, 시다군 산본기정, 마쓰야마정, 가시마다이정, 다마쓰쿠리군 이와데야마정, 나루코정이 합병해 오사키시가 성립하였다.

### 합병 및 신시 성립에 이르는 경위
「오사키시」라는 시명은 일반 공모로 모인 2292 종류(응모 건수 10,151건) 중에서 합병 협의회가 제1차 전형에서 17점, 제2차 전형에서 10점, 최종 전형에서 6점(오사키, 오사카, 기타미야기, 후루카와, 후루카와, 후루카와, 미야기)으로 좁혀 최종적으로 위원 57명의 투표로 결정했다(후루카와, 결선 투표 결과는 「오사키」45표, 「오사키」).
당초부터 「최종적으로는 합병협의회 위원의 투표로 결정한다」라고 주민에게도 알리고 있었지만 공모의 유효 건수 9737건 중 4010건이 「후루카와」(1133건)였기 때문에 「오사키」(1133건)라는 명칭에는 후루카와시에서 반대 운동이 일어나 후루카와시의 주민 의향 조사(18세 이상의 시민 1만 명 추출)에서는 「반대('어느 쪽인가 하면 반대'를 포함한다)」가 과반수에 지나지 않았던 것이다.
그런데도 1시 6정은 「미래를 위한 합병은 필요하다」고 주장해 합병 기일을 2005년 4월 1일로 하여 합병 협정서에 조인했다. 그러나 후루카와시의회는 합병 관련 의안을 부결(6개 정 의회 중 5개 정 의회는 전 의안 가결, 산폰기정은 폐지분 합의안은 가결했지만 의원 정수 의안만 부결). 이에 따라 사사키 켄지 후루카와시장(당시)은 시민의 신임을 묻기 위해 일단 사임하고 다시 시장 선거에 재출마하여 3번째 당선되었다.
이 결과 기일을 1년 늦춰 시민병원 조기 착공 등을 조건으로 후루카와시의회의 역전 찬성 다수를 얻어 「오사키시」 합병이 성사되었다.
그러나 「새 시명을 「후루카와시」로 변경한다」라는 사사키 시장이 시장 선거에서 내건 공약은 6개 정의 반대로 단념했다. 이로 인해 후루카와시에서는 합병의 시비를 묻는 주민투표를 요구하는 의견이 부상했지만, 시의회에서 부결되었다.
주민투표에 반대한 시의원 13명은 합병에 찬성, 주민투표에 찬성한 시의원 11명은 합병에 반대하여 완전히 일치하고 있다.

## 교통

### 철도
- 동일본 여객철도
  - 도호쿠 신칸센
  - 도호쿠 본선
  - 리쿠우토선

### 도로
- 도호쿠 자동차도
- 국도 4호선
- 국도 47호선
- 국도 108호선
- 국도 346호선
- 국도 347호선
- 국도 457호선

## 인구
| 연도 | 인구    | ±%    |
| ---- | ------- | ----- |
| 1960 | 138,978 | —     |
| 1970 | 126,057 | −9.3% |
| 1980 | 130,266 | +3.3% |
| 1990 | 135,208 | +3.8% |
| 2000 | 139,313 | +3.0% |
| 2010 | 135,147 | −3.0% |